# William C. Oates

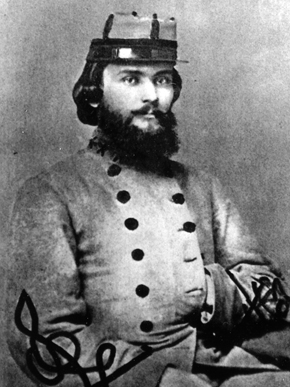
William C. Oates, zwischen 1861 und 1865

William Calvin Oates (* 30. November 1835 im Bullock County, Alabama; † 9. September 1910 in Montgomery, Alabama) war ein US-amerikanischer Politiker und Gouverneur von Alabama. Oates war Mitglied der Demokratischen Partei.

## Frühe Jahre und politischer Aufstieg
William Calvin Oates besuchte die Old-Field-Schulen und anschließend die Highschool in Lawrenceville, Alabama. Danach unterrichtete Oates an einer Schule, war Anstreicher und arbeitete als Zimmermann. 1858 begann er ein Studium der Jura in Eufaula, wurde als Anwalt zugelassen und eröffnete 1859 seine eigene Anwaltspraxis in Abbeville.
Oates trat 1861 als Captain in das 15. Alabama Infanterieregiments der Armee der Konföderierten ein. Später wurde er zum Colonel befördert. Bei der Belagerung von Petersburg verlor er 1864 seinen rechten Arm. 
Nach dem Krieg kehrte Oates nach Abbeville zurück und setzte seine Tätigkeit als Anwalt fort. Er beschloss 1868, in die Politik zu gehen. 1868 wurde er in die Democratic National Convention gewählt. Ferner war er zwischen 1870 und 1872 im Abgeordnetenhaus von Alabama. 1872 verlor er die Wahl für das Amt des Gouverneurs von Alabama. Oates führte 1875 den Vorsitz im Justizausschuss von Alabamas Verfassungskonvent. Zwischen 1881 und 1894 war er Abgeordneter des US-Kongresses.

## Gouverneur von Alabama
In einem erbitterten Wettkampf um das Amt des Gouverneurs von Alabama besiegte Oates am 6. August 1894 den populären Reuben Kolb. Kolb hielt vor dem Kapitol seine eigene Amtseinführungszeremonie ab und focht Oates Amtseinführung am 1. Dezember 1894 erfolglos an. Während der Amtszeit von Gouverneurs Oates begann die staatliche Eisenindustrie, nach Übersee zu exportieren, 1895 wurde eine Free-Silver Convention abgehalten, um die freie und uneingeschränkte Silbermünzprägung vorantreiben, auf dem Tallapoosa River wurde mit Wasserkraft Strom erzeugt sowie eine Gefängnis- und Finanzreform angegangen. Oates strebte keine Wiederwahl als Gouverneur an, seine Kandidatur für den US-Senat endete mit einer Niederlage.

## Weiterer Lebenslauf
Seine Amtszeit endete zum 1. Dezember 1896. Mit Ausbruch des Spanisch-Amerikanischen Krieges ernannte ihn Präsident William McKinley zum US-Brigadegeneral. Während Alabamas Verfassungskonvent von 1901 führte Oates den Justizausschuss an und war Mitglied des Komitees für Wahlrecht und Wahlen (engl. Committee on Suffrage and Elections). Oates verstarb am 9. September 1910 in Montgomery und wurde auf dem Oakwood Cemetery in Montgomery, Alabama beigesetzt. Oates war mit Sarah (Sallie) Toney verheiratet; sie hatten ein gemeinsames Kind.